# Manoel Victor Cavalcante
Manoel Victor Cavalcante (Laguna, 23 de outubro de 1958 - 12 de outubro de 2022) foi um arquiteto e político brasileiro.
Filho de Eustáquio Paes Cavalcanti e de Lea Francisco Cavalcanti. Casou com Cleide Nogueira Cavalcante.
Nas eleições de 1990 foi candidato a deputado estadual para a Assembleia Legislativa de Santa Catarina pelo Partido Democrático Trabalhista (PDT), recebeu 5.515 votos e ficou suplente. Foi convocado  e integrou a 12ª Legislatura (1991-1995).